# اولیور گروس
 اولیور گروس (انگلیسی: Oliver Gross؛ زاده ۱۷ ژوئن ۱۹۷۳) یک تنیس‌باز اهل آلمان است. 